# Wushu tại Đại hội Thể thao Đông Nam Á 2007

Wushu tại Đại hội Thể thao Đông Nam Á năm 2007 diễn ra từ ngày 7 đến 10 tháng 12 năm 2007 tại Kepkanchana Hall, Viện Công nghệ Chanaphonlakhan, thành phố Nakhon Ratchasima, Thái Lan. 
Chươn trình thi đấu nằm trong khuôn khổ SEA Games lần thứ 24, bao gồm hai nội dung chính:
- Taolu (biểu diễn quyền thuật cá nhân – gồm nanquan, taijiquan, changquan, duilian…)
- Sanda (đối kháng theo hạng cân cá nhân)

Đoàn thể thao Việt Nam giành vị trí nhất toàn đoàn với 6 huy chương vàng.

## Xếp hạng theo quốc gia
| Hạng | Đoàn        | Vàng | Bạc | Đồng | Tổng |
| ---- | ----------- | ---- | --- | ---- | ---- |
| 1    | Việt Nam    | 6    | 2   | 2    | 10   |
| 2    | Malaysia    | 2    | 2   | 2    | 6    |
| 2    | Philippines | 2    | 2   | 2    | 6    |
| 4    | Thái Lan    | 2    | 1   | 3    | 6    |
| 5    | Myanmar     | 1    | 2   | 3    | 6    |
| 6    | Singapore   | 1    | 2   | 0    | 3    |
| 7    | Indonesia   | 1    | 1   | 4    | 6    |
| 8    | Lào         | 0    | 1   | 2    | 3    |
| Tổng | Tổng        | 15   | 13  | 18   | 46   |

## Bảng huy chương

### Nam
| Nội dung               | Vàng                       | Bạc                         | Đồng                    | Đồng             |          |
| ---------------------- | -------------------------- | --------------------------- | ----------------------- | ---------------- | -------- |
| Tán thủ dưới 52 kg nam | Chanthra Khwanyuen         | Souphaphone                 | Prayitno                |                  | chi tiết |
| Tán thủ dưới 56 kg nam | Phạm Anh Yên               | Rivera Benjie               | Aphailath Phoxay        | Maung Maung Than | chi tiết |
| Tán thủ dưới 65 kg nam | Nguyễn Văn Tuấn            | Saengdaeng Teerapong        | Senduk Youne Victorio   | Myo Ko           | chi tiết |
| Trường quyền nam       | Aung Si Thu                | Mulianto Andrie             | Trần Đức Trọng          |                  | chi tiết |
| Đối luyện đôi nam      | Thái Lan Srisuk/Puangthong | Malaysia Lim Yew/Ng Say/Wee | Myanmar Aung Si/Myo Min |                  | chi tiết |
| Nam quyền nam          | Wang Willy                 | Phạm Quốc Khánh             | Heriyanto Andrie        |                  | chi tiết |
| Thái cực quyền nam     | Freedy                     | Goh Qiu Gin                 | Pakantac Daniel         |                  | chi tiết |

### Nữ
| Nội dung              | Vàng                              | Bạc                                      | Đồng                     | Đồng                         |                                                                |
| --------------------- | --------------------------------- | ---------------------------------------- | ------------------------ | ---------------------------- | -------------------------------------------------------------- |
| Tán thủ dưới 48 kg nữ | Nguyễn Thị Bích                   | Si Si Sein                               | Pradubbut Tukata         | Toyla                        | chi tiết                                                       |
| Tán thủ dưới 52 kg nữ | Nguyễn Thuý Ngân                  | Estmar Mary Jane                         |                          |                              | chi tiết                                                       |
| Tán thủ dưới 60 kg nữ | Marino Mariane                    | Yar Zar Khaing                           | Kraekhe Ratree           | Lương Thị Hoa                | chi tiết                                                       |
| Trường quyền nữ       | Vũ Trà My                         | Khor Poh Chin                            | Tjhan Susyana            |                              | chi tiết                                                       |
| Đối luyện đôi nữ      | Singapore Ding/Ng Xing            | Việt Nam Nguyễn Thuỳ Dương Nguyễn Thị Hà | Malaysia Sandi/That That | Thái Lan Mayudee/Wiran/Suwan | chi tiết Lưu trữ ngày 11 tháng 12 năm 2007 tại Wayback Machine |
| Nam quyền nữ          | Bong Siong Lin Diana Vũ Thuỳ Linh | [ 1 ]                                    | Tai Cheau Xuen           |                              | chi tiết                                                       |
| Thái cực quyền nữ     | Chai Fong Ying                    | Ng Shin Yll                              | Hung Janice              |                              | chi tiết                                                       |

1. ↑  Hai vận động viên Việt Nam và Malaysia đồng huy chương vàng bộ môn nam quyền nữ